# Country blues
Il country blues  (chiamato anche folk blues, rural blues, backwoods blues, downhome blues, o acoustic blues) è una forma di blues che prevede la chitarra acustica come strumento predominante.
Il country blues si sviluppò principalmente nella zona del Delta, una zona a forma di "D" situata fra i fiumi Yazoo e Mississippi, la zona del cotone, fra Memphis e Vicksburg; e nel Texas orientale. Il country blues nacque inoltre prima del classico blues ma venne riconosciuto solo dopo. Diede origine ai vari sottogeneri relativi ad alcune località come Piedmont, Atlanta, Memphis, Texas, Chicago.
I bluesman di quella zona suonavano in condizioni ben più precarie dei loro colleghi del blues classico: conservavano la chitarra acustica, e a volte l'armonica. Non avevano speranza di ottenere il successo nelle metropoli, perché cantavano forzando un suono nasale talvolta fastidioso; inoltre erano tutti maschi.